# Campeonato Mundial de Luge de 2017
O Campeonato Mundial de Luge de 2017 foi a 45ª edição da competição, que foi disputada entre os dias 27 e 29 de janeiro na cidade de Innsbruck, Áustria.

## Medalhistas
| Evento                                  | Ouro                                                                    | Ouro     | Prata                                                                        | Prata  | Bronze                                                                        | Bronze |
| Individual masculino detalhes           | AUT Wolfgang Kindl                                                      | 1:39.799 | RUS Roman Repilov                                                            | +0.062 | ITA Dominik Fischnaller                                                       | +0.120 |
| Individual feminino detalhes            | GER Tatjana Hüfner                                                      | 1:19.712 | USA Erin Hamlin                                                              | +0.213 | CAN Kimberly McRae                                                            | +0.240 |
| Duplas detalhes                         | GER Alemanha Toni Eggert Sascha Benecken                                | 1:19.005 | GER Alemanha Tobias Wendl Tobias Arlt                                        | +0.206 | GER Alemanha Robin Geueke David Gamm                                          | +0.385 |
| Revezamento misto por equipes detalhes  | GER Alemanha Tatjana Hüfner Johannes Lugwig Toni Eggert Sascha Benecken | 2:08.474 | USA Estados Unidos Erin Hamlin Tucker West Matthew Mortensen Jayson Terdiman | +0.190 | RUS Rússia Tatiana Ivanova Roman Repilov Alexander Denisyev Vladislav Antonov | +0.510 |
| Arrancada individual masculino detalhes | AUT Wolfgang Kindl                                                      | 32.467   | RUS Roman Repilov                                                            | +0.012 | ITA Dominik Fischnaller                                                       | +0.123 |
| Arrancada individual feminino detalhes  | USA Erin Hamlin                                                         | 30.074   | SUI Martina Kocher                                                           | +0.009 | GER Tatjana Hüfner                                                            | +0.010 |
| Arrancada em Duplas detalhes            | GER Alemanha Tobias Wendl Tobias Arlt                                   | 29.843   | AUT Áustria Peter Penz Georg Fischler                                        | +0.106 | GER Alemanha Toni Eggert Sascha Benecken                                      | +0.113 |

## Quadro de medalhas
| Ordem | País           |   |   |   |   |
| 1     | Alemanha       | 4 | 1 | 3 | 8 |
| 2     | Áustria        | 2 | 1 |   | 3 |
| 3     | Estados Unidos | 1 | 2 |   | 3 |
| 4     | Rússia         |   | 2 | 1 | 3 |
| 5     | Suíça          |   | 1 |   | 1 |
| 6     | Itália         |   |   | 2 | 2 |
| 7     | Canadá         |   |   | 1 | 1 |